# Liste der Monuments historiques in Frœschwiller
Die Liste der Monuments historiques in Frœschwiller führt die Monuments historiques in der französischen Gemeinde Frœschwiller auf.

## Liste der Bauwerke
| Bezeichnung             | Beschreibung | Standort                              | Kennzeichnung | Schutzstatus | Datum | Bild           |
| ----------------------- | --- | ------------------------------------- | ------------- | ------------ | ----- | -------------- |
| Banc du roi de Rome     | Ruhebank; 1811 aufgestellt | westlich des Ortes an der D 28 (Lage) | PA00084713    | Inscrit      | 1982  | weitere Bilder |
| Château de Frœschwiller | Schloss, um 1850 am Ort eines Vorgängers aus dem 14. Jahrhundert errichtet, 1890/91 nach Plänen von Gabriel von Seidl umgebaut | 21, rue Principale (Lage)             | PA67000074    | Classé       | 2006  | weitere Bilder |

## Liste der Objekte
| Bezeichnung                | Beschreibung | Standort                                    | Kennzeichnung | Schutzstatus | Datum | Bild |
| -------------------------- | --- | ------------------------------------------- | ------------- | ------------ | ----- | ---- |
| Orgel                      | 1848 von Martin Wetzel für die Kirchen in Allenwiller gebaut; 1878 nach Frœschwiller verkauft und dort von Stiehr-Mockers umgebaut | in der katholischen Kirche St-Michel (Lage) | PM67001014    | Classé       | 1985  |      |
| Instrumentalteil der Orgel | 1848 von Martin Wetzel für die Kirchen in Allenwiller gebaut; 1878 nach Frœschwiller verkauft und dort von Stiehr-Mockers umgebaut | in der katholischen Kirche St-Michel (Lage) | PM67000085    | Classé       | 1985  |      |